# Toshiba
Toshiba Corporation  (яп. 株式会社東芝 кабусики гайся то:сиба) — крупная транснациональная корпорация со штаб-квартирой в Токио, Япония. Диверсифицированный портфель продуктов компании включает в себя оборудование и системы в области ИТ и коммуникаций, электронные компоненты и материалы, электроэнергетические системы, системы промышленной и социальной инфраструктуры, потребительскую электронику, бытовую технику, офисные решения, продукты в области освещения и логистические сервисы. В 2016 году компания заняла 169-е место (в 2015 году — 157-е) в рейтинге Fortune Global 500.
Toshiba юридически зарегистрирована в 1938 году под названием Tokyo Shibaura Electric K.K. и образована путём слияния компаний Shibaura Seisaku-sho (основана в 1875 году) и Tokyo Denki (основана в 1890 году). В 1978 году официальное название корпорации сменилось на Toshiba Corporation. На протяжении своей истории Toshiba произвела множество крупных поглощений: приобрела компанию Semp в 1977 году, Westinghouse Electric Company (ядерная энергетика) — в 2006 году, Landis+Gyr (электроника) — в 2011 году, терминальный бизнес IBM — в 2012 году.
Основные направления деятельности Toshiba следующие: энергетические системы и решения (Energy Systems & Solutions Company), инфраструктурные системы и решения (Infrastructure Systems & Solutions Company), системы хранения и электроника (Storage & Electronic Devices Solutions Company) и промышленные ИКТ-решения (Industrial ICT Solutions Company).

## История

### С 1939 по 2000 год
Компания Tokyo Shibaura Denki была создана в 1939 году путём слияния Shibaura Seisakusho и Tokyo Denki. На тот момент обе компании были технологическими лидерами отрасли: Shibaura Seisakusho (основанная в 1875 году) — первый производитель телеграфного оборудования в Японии, Tokyo Denki (основанная в 1890 году) — первый японский производитель ламп накаливания. В 1978 году официальное название компании сократилось до Toshiba Corporation.
В 1940-е и 1950-е годы корпорация органично росла за счёт приобретения компаний из смежных отраслей и благодаря финансовой поддержке Mitsui Group. Однако в начале 1960-х годов в Японии начался экономический спад, который затронул и Toshiba. Для укрепления позиций компании на пост президента был приглашён Тосиво Доко (Toshiwo Doko, 1896—1988), который также занимал пост председателя правления в крупной судостроительной компании Ishikawajima-Harima Heavy Industries Co. Ltd. Под его руководством в Toshiba был привлечён дополнительный капитал за счёт продажи крупного пакета акций американской корпорации GE, которая была значительным акционером компании ещё до Второй мировой войны. Это позволило модернизировать производство и начать экспансию за рубеж, в первую очередь в США. К 1967 году компания считалась крупнейшим производителем электроники и четвёртой крупнейшей компанией Японии, она контролировала 63 дочерние компании и в ней работало более 100 тысяч человек. Начиная с 1960-х годов формируются бизнес-группы и выделяются компании Toshiba Music Industries/Toshiba EMI (1960 год), Toshiba International Corporation (1970-е), Toshiba Electrical Equipment (1974 год), Toshiba Chemical (1974 год), Toshiba Lighting and Technology (1989 год), Toshiba America Information Systems (1989 год) и Toshiba Carrier Corporation (1999 год).
В 1977 году Toshiba приобрела бразильскую компанию Semp (Sociedade Eletromercantil Paulista) и, объединив её со своей южноамериканской дочерней компанией, создала компанию Semp Toshiba.
В 1970-80х годах компания Toshiba занималась выпуском компонентов для аудиосистем, которые высоко зарекомендовали себя на рынке. Для конкуренции с компаниями Sony и Yamaha на этом рынке и внедрения современных разработок в сегменте hi-end техники, компания зарегистрировала в 1969 году торговую марку премиальных аудиосистем Aurex (название представляет собой сочетание слов в переводе означающее- король аудио). Компания разрабатывала не только аудиотехнику, но и занималась созданием собственных материалов. К примеру, в виниловых проигрывателях серии SR использовалась в основании плита из искусственного камня, разработанного и произведенного компанией, для устранения малейших вибраций. В целом продукция компании пользовалась популярностью, как к примеру модель проигрывателя Aurex SR-255, занявшая гран при на выставке в Токио в 1976 году. Продукция компании стоила довольно дорого для того времени и большие вложения в разработки аналоговых компонентов не смогли принести достаточную прибыль компании на заре цифровой революции, что послужило причиной закрытия торговой марки в 1989 году.
В 1980 году компанию возглавил Сёити Саба (Shōichi Saba), под руководством которого Toshiba начала расширять сферу деятельности, особенно в отрасли электроники. В 1985 году компания выпускает свой первый ноутбук Toshiba T1100, в этом же году удается первой в мире создать DRAM-чип ёмкостью 1 мегабайт и к 1987 году на неё приходилась половина мирового производства таких микросхем. В 1986 году Toshiba создала два совместных предприятия с компаниями Motorola и IBM для производства персональных компьютеров и систем связи. Также в 1980-х компания начала осваивать производство ядерного топлива. В декабре 1989 года была поглощена компания Nippon Atomic Industry Group Co., Ltd.
В 1987 году дочернюю структуру Tocibai Machine обвиняли в поставках СССР машин для фрезерной обработки в обход решения «Координационного комитета по экспортному контролю» — оборудование использовалось Советским Союзом для производства сверхтихих подводных лодок. В результате Сёити Саба и несколько директоров подали в отставку, на ввоз техники Toshiba в США было наложено трёхлетнее эмбарго. Однако это эмбарго способствовало освоению компанией новых рынков, в особенности китайского, и с 1987 по 1990 год чистая прибыль компании удвоилась. С 1987 года компанию возглавил Дзёити Аои (Joichi Aoi).
В 1992 году началось партнёрство Toshiba с американской компанией Time Warner в сфере разработки стандартов для DVD. Разработанный ими формат стал общепринятым во всём мире. В 1996 году компания представила свои первые DVD-плееры и приводы для компьютеров. Также в этом году произошла смена руководства — президентом Toshiba Corporation стал Тайдзо Нисимуро (Taizo Nishimuro). Финансовый кризис, начавшийся в 1997 году, вынудил его к проведению масштабной реорганизации: было сокращено 6500 сотрудников, значительно уменьшено количество подразделений, дочерних компаний и членов совета директоров. В 1999 году Toshiba заплатила 1,1 млрд долларов по искам в США в связи с дефектными дисководами в более чем 5 млн ноутбуков. В 2000 году Нисимуро стал председателем правления, а пост президента после него занял Тадаси Окамура (Tadashi Okamura).
В XX веке Toshiba Corporation была разработчиком целого ряда японских инноваций. В частности, на её счету — первая в Японии флуоресцентная лампа (1940 год), транзисторный телевизор и микроволновая печь (оба в 1959 году), текстовый процессор (1979 год). Некоторые разработки компании стали первыми в мире — например, цветной видеотелефон (1970 год), ноутбук (1985 год), 16-мегабитный NAND (1992 год), механизм графической компрессии MPEG-4 (1998 год), самый тихий в мире аппарат МРТ (1999 год).

### После 2000 года
В 2001 году Toshiba подписала контракт с Orion Electric, одним из крупнейших в мире поставщиков потребительской OEM, на производство ТВ- и видеоустройств для растущего рынка Северной Америки. Контракт завершился в 2008 году.
В июле 2005 года британская компания British Nuclear Fuels Ltd (BNFL) подтвердила свои намерения продать Westinghouse Electric Company, американскую компанию, специализовавшуюся на строительстве и обслуживании атомных электростанций и которая была в собственности BNFL с 1999 года. Поглощение Westinghouse Electric было завершено 17 октября 2006 года. Общая сумма контракта составила 5,4 млрд долларов, Toshiba стала владельцем 77 % акций (на 2016 год — 87 %).
В 2006 году Toshiba отказалась от производства домашних плазменных телевизоров. Чтобы обеспечить конкурентоспособность на рынке цифровых телевизионных панелей, было принято решение инвестировать в производство экранов на базе новой технологии SED.
В декабре 2008 года Toshiba и Sun Microsystems заключили контракт о выпуске ноутбуков с предустановленной операционной системой OpenSolaris 2008.11, и в 2009 году в продажу поступили три модели: Mini Notebook NB200, Tecra M10 и Portégé R600.
В январе 2009 года Toshiba приобрела подразделение по производству жестких дисков компании Fujitsu.
В 2011 Toshiba за 2,3 млрд долларов приобрела швейцарскую компанию Landis+Gyr — мирового лидера в производстве электронного измерительного оборудования. Также в 2011 году Toshiba совместно с Sony и Hitachi пришла к соглашению об объединении своих подразделений по производству ЖК-панелей малого и среднего размеров. В результате создана объединённая компания Japan Display Inc., начавшая работу весной 2012 года. К 2018 году объединённая компания планирует начать производство OLED-дисплеев для iPhone.
В апреле 2012 году Toshiba приобрела подразделение IBM по производству POS-терминалов за 850 млн долларов, став крупнейшим в мире поставщиком кассовых терминалов.
В январе 2014 года Toshiba завершила поглощение OCZ Storage Solutions.
В октябре 2014 года Toshiba и United Technologies подписали соглашение о расширении совместной деятельности за пределами Японии.
В июле 2015 года генеральный директор Toshiba Хисао Танака, будучи уличенным в фальсификации финансовой отчетности компании, подал в отставку. В декабре 2015 года компания заплатила штраф в размере 7,3735 млрд иен (61 млн долларов) Агентству финансовых услуг Японии. Также против компании были поданы иски в Калифорнии (США) и Японии.
В январе 2016 года департамент систем безопасности Toshiba представил новый комплекс услуг для школ, использующих системы видеонаблюдения. Программа, предназначенная для среднего и высшего образования, предусматривала скидки для школ, тревожную сигнализацию и послегарантийное обслуживание всего IP-оборудования.
В марте 2016 года дочерняя компания по производству медицинского оборудования Toshiba Medical Systems Corporation была продана за 665,5 млрд иен компании Canon . В 2015 финансовом году оборот этой компании составил 280 млрд иен, чистая прибыль — 16 млрд иен.
Кроме того, были проданы пакеты принадлежавших Toshiba Corporation акций ещё на 200 млрд иен, что было вызвано необходимостью покрытия крупных убытков в 2015 и 2016 финансовых годах и невозможностью дополнительных эмиссий своих акций. Основную часть убытков принесла дочерняя компания Westinghouse, попытки их сокрытия начиная с 2012 года и привели к скандалу с фальсификацией бухгалтерской отчётности. Проблемы компании Westinghouse вызваны тем, что с падением цен на нефть и после аварии на АЭС Фукусима-1 интерес к атомной энергетике сильно упал, особенно в Японии.
В ноябре 2017 года Toshiba объявила о продаже 95 % акций своего подразделения, выпускающего видеотехнику и телевизоры, одному из крупнейших производителей электроники и бытовой техники в Китае Hisense.
25 декабря 2017 года корпорация Toshiba выкупила за 522 млн долларов 10 % акций компании Westinghouse Electric у АО «НАК „Казатомпром“».
В октябре 2018 года подразделение Toshiba Client Solutions (TCS), выпускающее ПК, объявила о вхождении в Sharp Group, продав им 80,1 % акций за 36 миллионов долларов. Также в 2018 году большинство активов Westinghouse было продано канадской компании Brookfield Asset Management
30 августа 2019 года Toshiba объявила о начале процедуры приобретения подразделения тайваньской компании LITE-ON по выпуску твердотельных накопителей.
В августе 2020 года Toshiba объявила, что продала компании Sharp Group оставшиеся 19,1 % акций подразделения по производству компьютеров Toshiba Client Solutions (которое новый владелец переименовал в Dynabook). Таким образом, с этого момента Toshiba полностью ушла с рынка ноутбуков.
В апреле 2021 года Британский инвестиционный фонд прямых инвестиций CVC Capital Partners сделал предложение о покупке компании Toshiba. По данным агентства Nikkei, стоимость сделки могла составить 20,8 млрд долларов. Однако совет директоров японской компании от сделки отказался.
В сентябре 2023 года Toshiba сообщила об успешном завершении процесса выкупа большей части акций компании консорциумом TBJH. Стоимость сделки составила $14 млрд.
В декабре 2023 года корпорация Toshiba была исключена из листинга на Токийской и Нагойской фондовых биржах, перейдя таким образом из публичных компаний в разряд частных.

## Руководство
- Таро Симада (Taro Shimada, род. 22 октября 1966) - генеральный директор Toshiba с 1 марта 2022 года. До этого работал в Siemens до 2018 года. В этом же году перешёл в Toshiba.
- Сатоси Цунакава (Satoshi Tsunakawa, род. 21 сентября 1955 года) — президент и главный исполнительный директор с июня 2016 года по март 2022. В компании с 1979 года[45].
- Нобуаки Куруматани (Nobuaki Kurumatani) — председатель и генеральный директор корпорации Toshiba (вступил в должность 2 апреля 2018 года).
- Сатоси Цунакава (Satoshi Tsunakawa) — представительный директор и президент, а также исполнительный директор (COO) корпорации Toshiba (вступил в новую должность 2 апреля 2018 года). С момента назначения Куруматани и Цунакава будут вместе осуществлять управление Toshiba Group.

## Деятельность
Toshiba Group является холдинговой компанией группы, деятельность которой подразделяется на 6 сегментов.

#### Энергетические системы и решения (Energy Systems & Solutions)
- Крупномасштабные системы производства электроэнергии: ядерная энергетика (PWR, ABWR) и теплоэнергетика;
- Решения в области возобновляемой энергии: гидроэнергетика, геотермальная энергетика и солнечные батареи;
- Накопление, передача и распределение энергии: системы накопления энергии на базе аккумуляторов, топливные элементы, счётчики электроэнергии и газа (Landis+Gyr), автономные системы электропитания на основе водорода (водородные элементы, заряжаемые солнечными батареями).

Выручка этого подразделения в 2020—21 финансовом году составила 482 млрд иен, операционная прибыль 11 млрд иен.

#### Инфраструктурные системы и решения (Infrastructure Systems & Solutions)
- Решения для социальной и промышленной инфраструктуры: установки очистки воды, системы широкополосного вещания, решения для автомобильных дорог, системы предотвращения катастроф, аккумуляторные батареи, железнодорожные системы, системы автоматизации и безопасности, диспетчерские системы для аэропортов, промышленные системы.

Выручка 638 млрд иен, операционная прибыль 49 млрд иен.

#### Строительные решения (Building Solutions)
- Решения для строительных организаций: лифты, системы кондиционирования воздуха, освещения и энергоснабжения зданий.

Выручка 542 млрд иен, операционная прибыль 24 млрд иен.

#### Торговля и печать (Retail & Printing Solutions)
Производство кассовых аппаратов, принтеров и многофункциональных устройств.
Выручка 410 млрд иен, операционная прибыль 2,1 млрд иен.

#### Системы хранения и электроника (Storage & Electronic Devices Solutions)
- Твердотельные накопители SSD;
- флеш-память NAND;
- решения для дата-центров;
- промышленная электроника.
- дискретные компоненты;
- электроника для транспорта;
- сенсоры и системы распознавания изображений;
- мобильная электроника.

Выручка 705 млрд иен, операционная прибыль 12,5 млрд иен.
Toshiba — второй в мире по величине производитель флеш-памяти; в 2013 году она поглотила компанию OCZ Technology и вышел на рынок потребительских SSD с хорошо узнаваемым карманным брендом.

#### Цифровые решения (Digital Solutions)
- облачные вычисления;
- периферийные вычисления — обработка данных на рабочих станциях, позволяющая оптимизировать затраты;
- медиааналитика, обработка речи и изображений, поведенческий анализ;

Выручка 177 млрд иен, операционная прибыль 20 млрд иен.
Неосновные направления деятельности включают логистику, производство батареек и аккумуляторов, на неё в 2020—21 финансовом году пришлось 100 млрд иен выручки и 21,5 млрд иен операционного убытка.
Основным регионом деятельности является Япония, на него в 2016 финансовом году пришлось 1,78 трлн иен из 3,05 трлн иен выручки, на остальную Азию пришлось 714 млрд иен, на Северную Америку — 293 млрд иен, на Европу — 183 млрд иен.
В списке крупнейших публичных компаний мира Forbes Global 2000 за 2021 год Toshiba заняла 545-е место, в том числе 331-е по обороту, 921-е по чистой прибыли, 1010-е по активам и 956-е по рыночной капитализации.
| Год                 | 2000  | 2001  | 2002  | 2003  | 2004  | 2005  | 2006  | 2007  | 2008  | 2009   | 2010   | 2011  | 2012   | 2013  | 2014  | 2015  | 2016   | 2017   | 2018  | 2019 | 2020   | 2021  |
| ------------------- | ----- | ----- | ----- | ----- | ----- | ----- | ----- | ----- | ----- | ------ | ------ | ----- | ------ | ----- | ----- | ----- | ------ | ------ | ----- | ---- | ------ | ----- |
| Оборот              | 5749  | 5951  | 5394  | 5656  | 5580  | 5836  | 6344  | 6682  | 7209  | 6373   | 6138   | 6264  | 5469   | 5168  | 5904  | 6115  | 5669   | 4044   | 3948  | 3694 | 3390   | 3054  |
| Чистая прибыль      | -32,9 | 96,17 | -254  | 18,5  | 28,83 | 46,04 | 78,19 | 137,4 | 127,4 | -398,9 | -53,94 | 158,3 | -42,75 | 179,9 | 236,4 | 90,64 | -752,5 | -965,7 | 804,0 | 1013 | -114,6 | 114,0 |
| Активы              | 5780  | 5725  | 5408  | 5239  | 4462  | 4571  | 4727  | 5932  | 5936  | 5435   | 5464   | 5351  | 5673   | 6022  | 6173  | 6335  | 5433   | 4270   | 4458  | 4297 | 3383   | 3501  |
| Собственный капитал | 1060  | 1048  | 705,3 | 571,1 | 755   | 815,5 | 1002  | 1108  | 1022  | 385,2  | 705,9  | 793,9 | 1084   | 1206  | 1446  | 1565  | 672,3  | -275,7 | 1011  | 1699 | 1076   | 1305  |

Примечания. Данные на 31 марта каждого года, когда в Японии завершается финансовый год. До 2007 года без исправлений, связанных с фальсификацией отчётности.

## Дочерние компании
- Toshiba TEC Corp.
- Toshiba Client Solutions Co. (до 2020 года[13])
- Toshiba Lifestyle Products & Services Corp.

## Акционеры
С сентября 2023 года владельцем 78,65 % акций Toshiba является консорциум TBJH во главе с частной инвестиционной компанией Japan Industrial Partners (JIP). В группу инвесторов также вошли финансовая компания Orix, коммунальное предприятие Chubu Electric Power и производитель микросхем Rohm.

## Toshiba в России
В 2001 году было открыто первое российское представительство Toshiba. В 2003 создано ООО «Тошиба Си-Ай-Эс», которое занимается оптовой и розничной торговлей бытовыми электротоварами, радио- и телеаппаратурой, офисными машинами и оборудованием, компьютерами, программным обеспечением и периферийными устройствами, техническим обслуживанием; с июня 2015 года находится в стадии ликвидации; генеральный директор — Хироаки Тэдзука (Hiroaki Tezuka). В 2006 году было зарегистрировано юридическое название ООО «Тошиба Рус», основными направлениями деятельности которого являются проекты в области энергетики и социальной инфраструктуры; его генеральным директором также выступает Хироаки Тэдзука.
В сентябре 2011 года корпорация Toshiba и российская компания ОАО «Силовые машины» подписали соглашение о создании совместного предприятия по производству силовых трансформаторов — ООО «Силовые машины-Тошиба. Высоковольтные трансформаторы».
В 2012 году компания поставила элегазовые трансформаторы для подземной подстанции 220 кВ «Сколково», что послужило началом длительного сотрудничества.
В 2014 году Toshiba стала партнёром «Почты России» в проекте по автоматизации логистического центра во Внукове. В рамках контракта Toshiba произвела поставку автоматизированных систем сортировки, обмена, транспортировки почты, устройств автоматического взвешивания и определения объемных показателей отправлений и другое оборудование. Общая стоимость проекта составила около 2 млрд рублей.
В 2014 году Toshiba приостановила поставки в Россию телевизоров и ноутбуков.
В июле 2015 года компания «Силовые машины-Тошиба. Высоковольтные трансформаторы» подписала соглашение с Федеральным испытательным центром ПАО «Россети», по которому компании начали работу в рамках создания Федерального испытательного комплекса для развития электротехнического производства в России.
В сентябре 2015 года Toshiba Medical Systems Corporation поставила оборудование для Российско-японского центра визуализации сердца, открытого совместно с организацией Medical Excellence Japan на базе Первого МГМУ им. Сеченова. Центр был создан с целью освоения новых возможностей диагностики и лечения сердечно-сосудистых заболеваний, а также научных исследований и учебного процесса вуза. Компания предоставила уникальное радиологическое оборудование для ранней диагностики с помощью систем визуализации.
16 декабря 2016 года в Токио, в рамках визита в Японию Президента Российской Федерации В. В. Путина, Toshiba и «Почта России» подписали расширенный Меморандум о взаимодействии в области автоматизации российских почтовых и логистических систем.
В июле 2017 года Toshiba впервые приняла участие в промышленной выставке «Иннопром 2017», где страной-партнером выступала Япония.
6 сентября 2017 года, в рамках Третьего Восточного экономического форума во Владивостоке, генеральный директор Почты России Николай Подгузов и директор Toshiba Infrastructure Systems & Solutions Corporation г-н Тэцудзи Такацудзи (Tetsuji Takatsuji) подписали Меморандум о взаимопонимании. Документ предусматривает заключение контракта стоимостью 8,93 млн евро на оснащение места международного почтового обмена (ММПО) в Логистическом центре Почты России г. Казани.
12 января 2018 года в Автоматизированном сортировочном центре Почты России в Санкт-Петербурге состоялся запуск новой линии для сортировки почтовых отправлений производства компании Toshiba. Почта России инвестировала в проект 5 млн евро. Новое оборудование позволит увеличить объём обрабатываемой международной почты более чем в 2 раза.
В апреле 2022 года Toshiba заявила о приостановке инвестиций в Россию и прекращении приёма заказов из неё.

## Продукция Toshiba

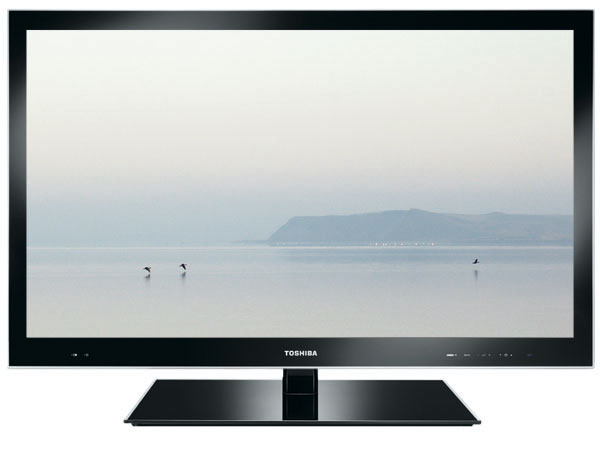
ТV-приёмники Toshiba
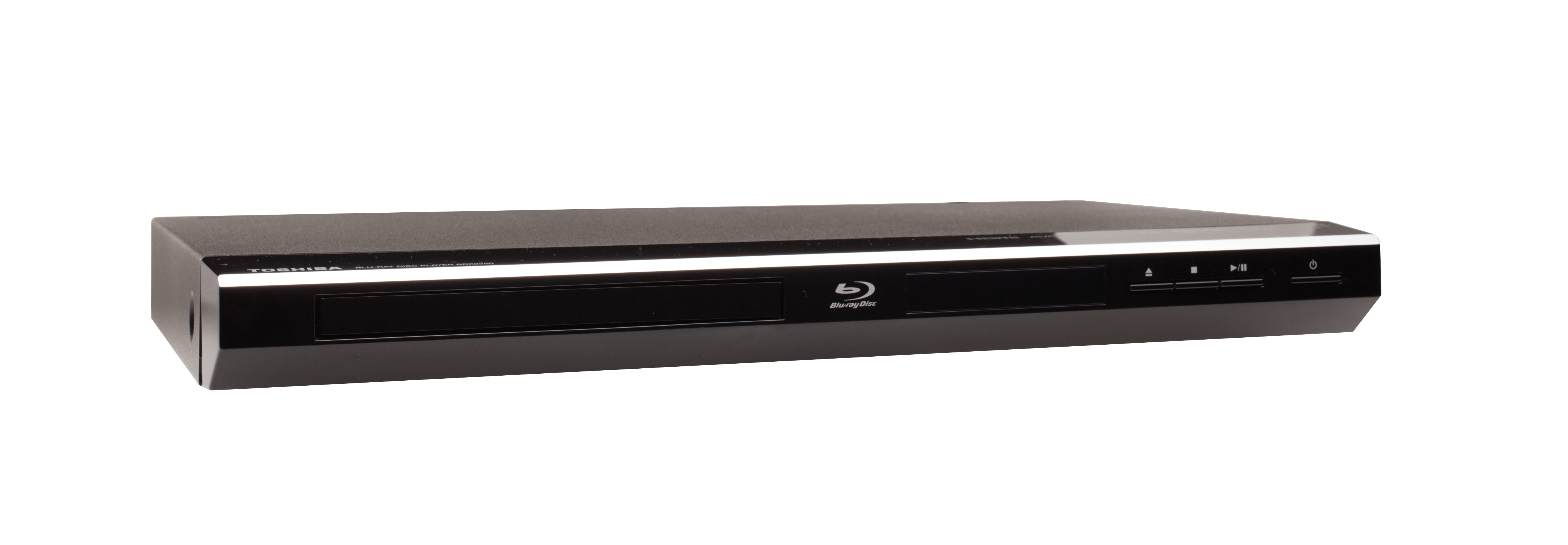
DVD-проигрыватель Toshiba BDX 2250
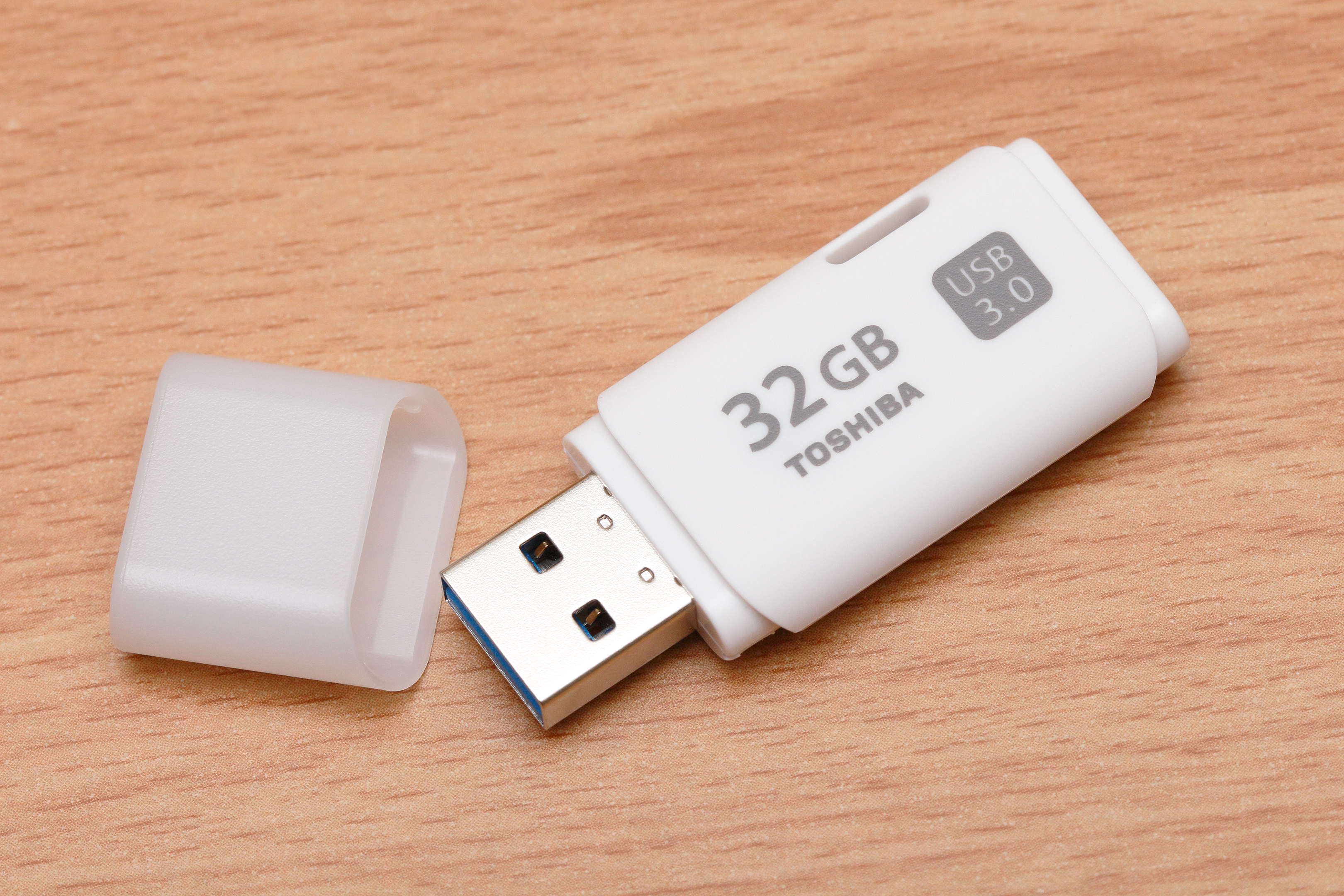
Toshiba USB
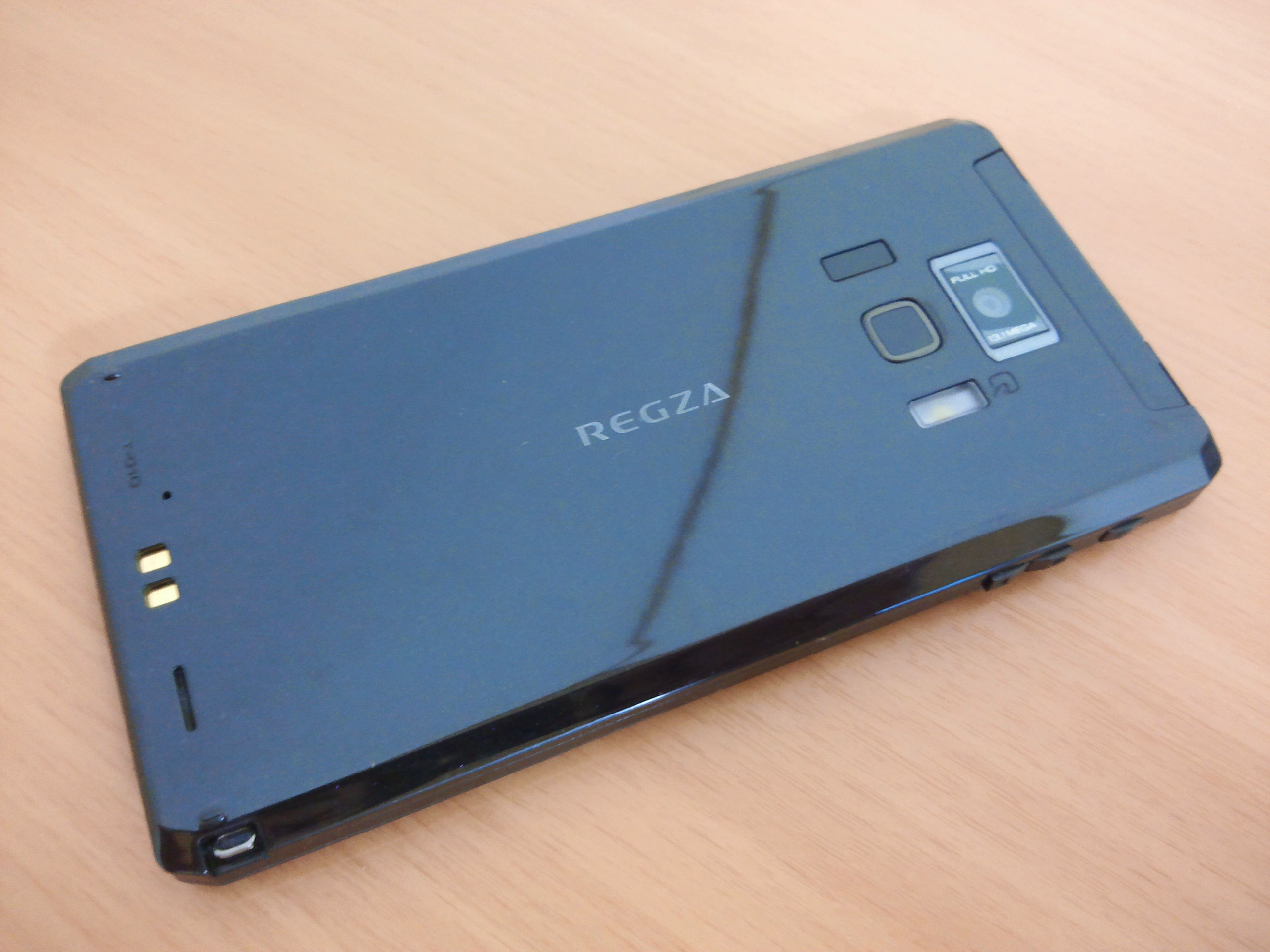
Fujitsu Toshiba Regza смартфон
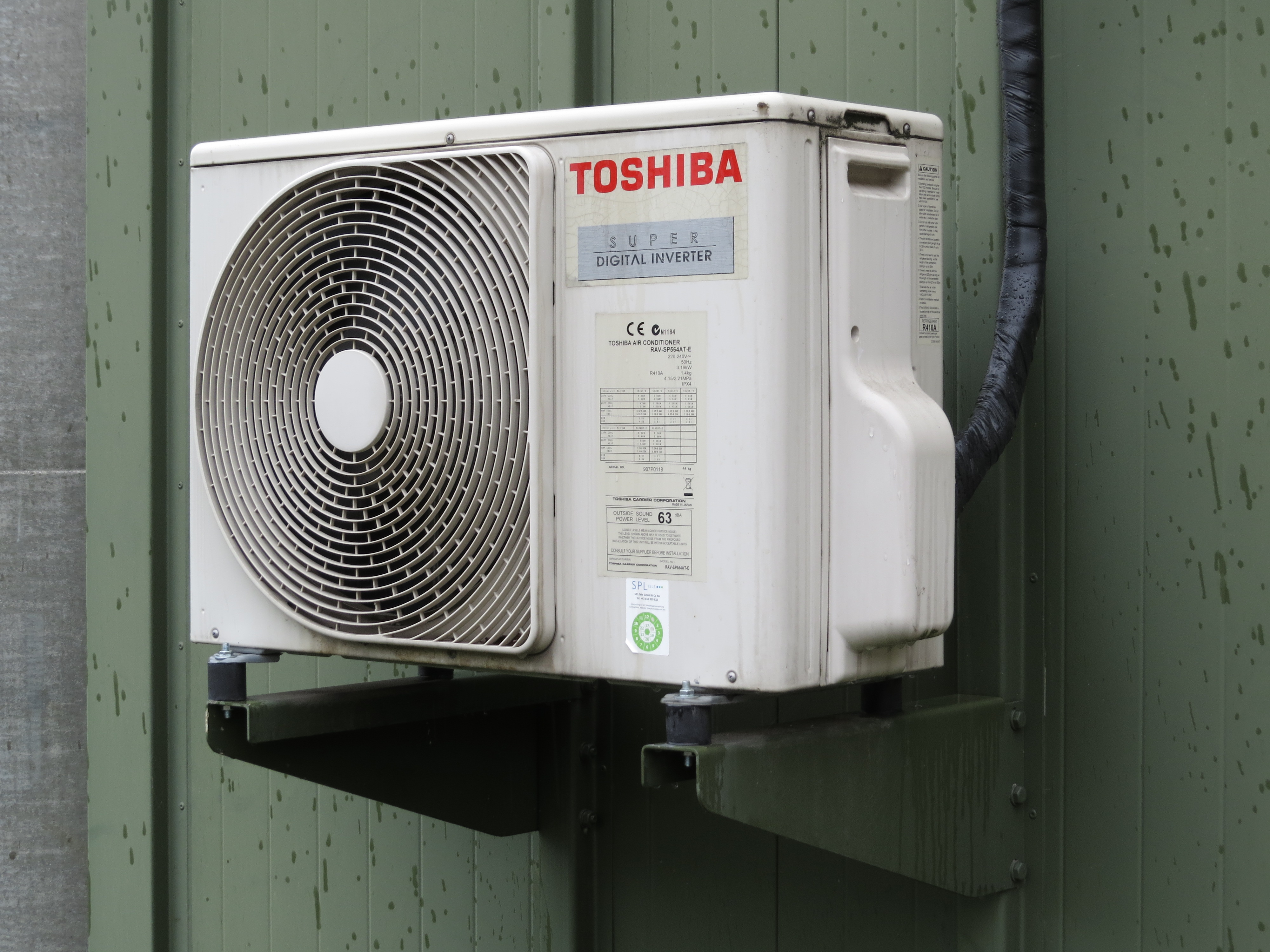
Toshiba кондиционер
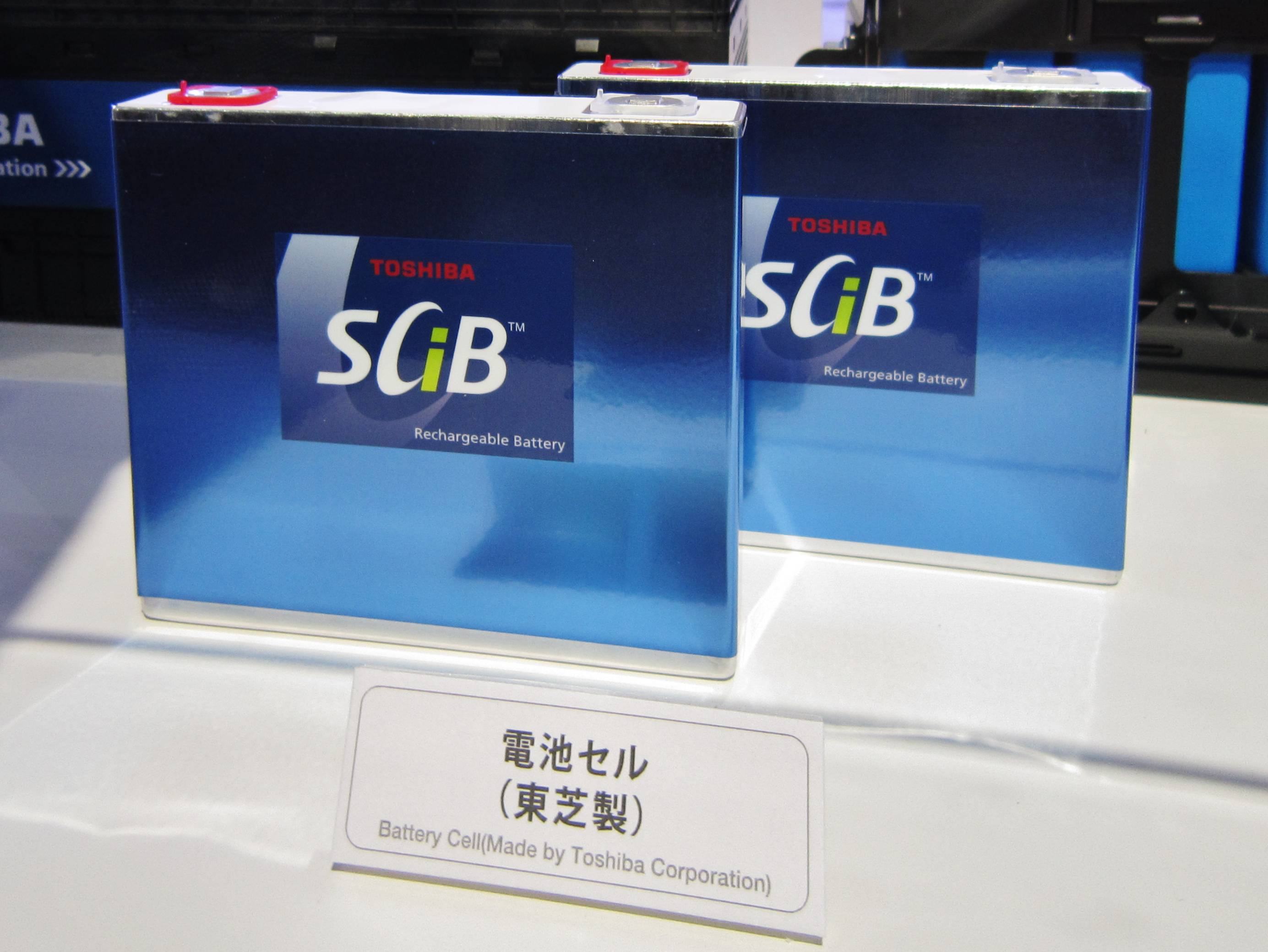
Toshiba SCiB электрический аккумулятор
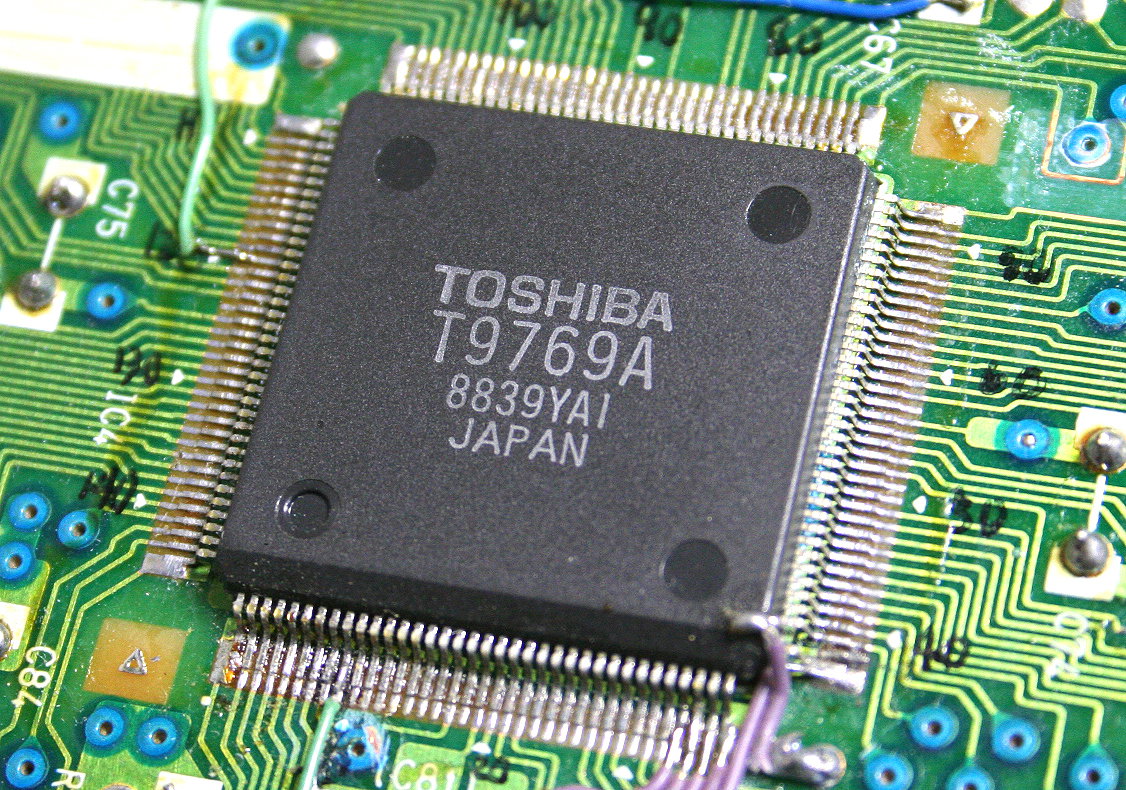
ИС Toshiba T9769A
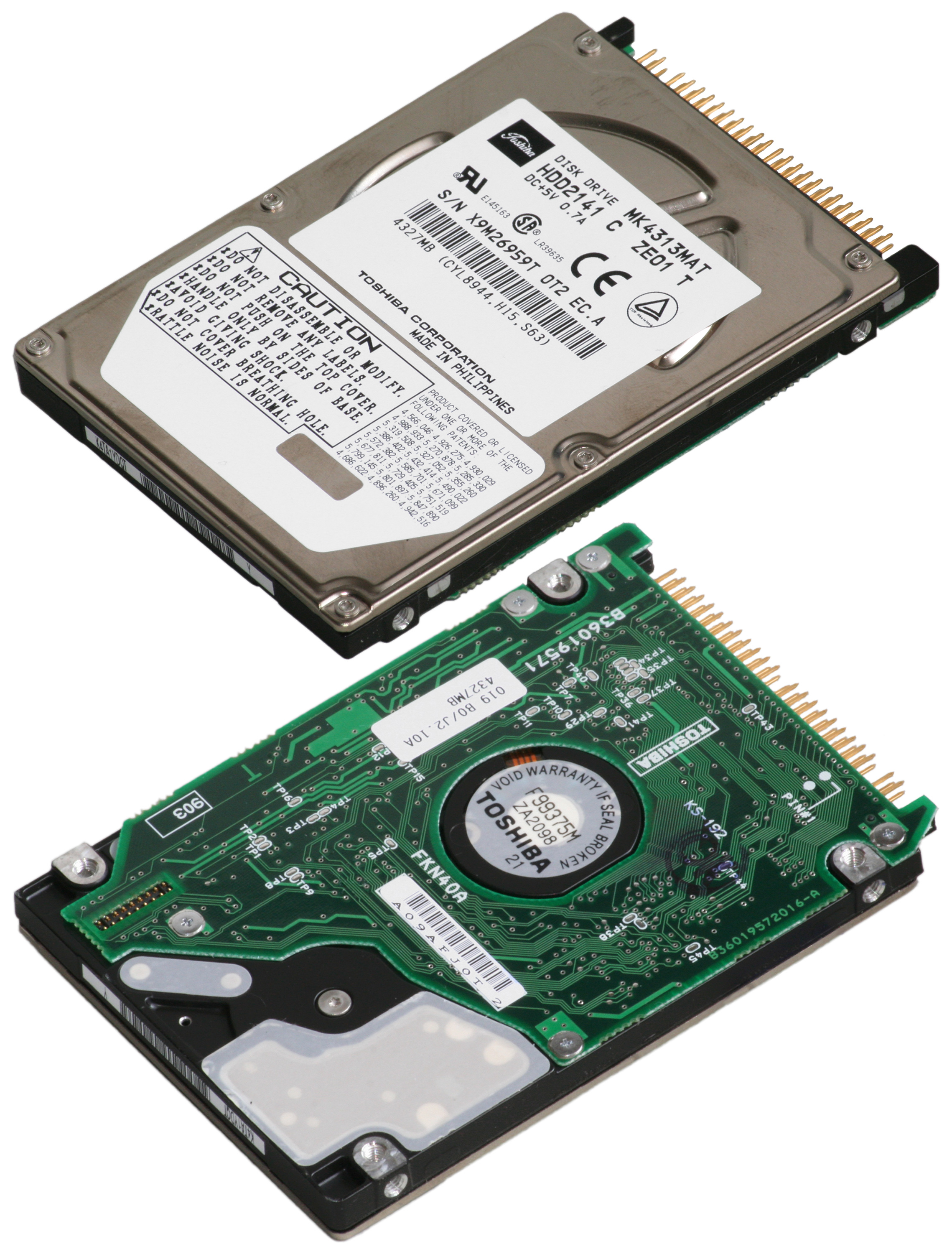
жёсткий диск Toshiba
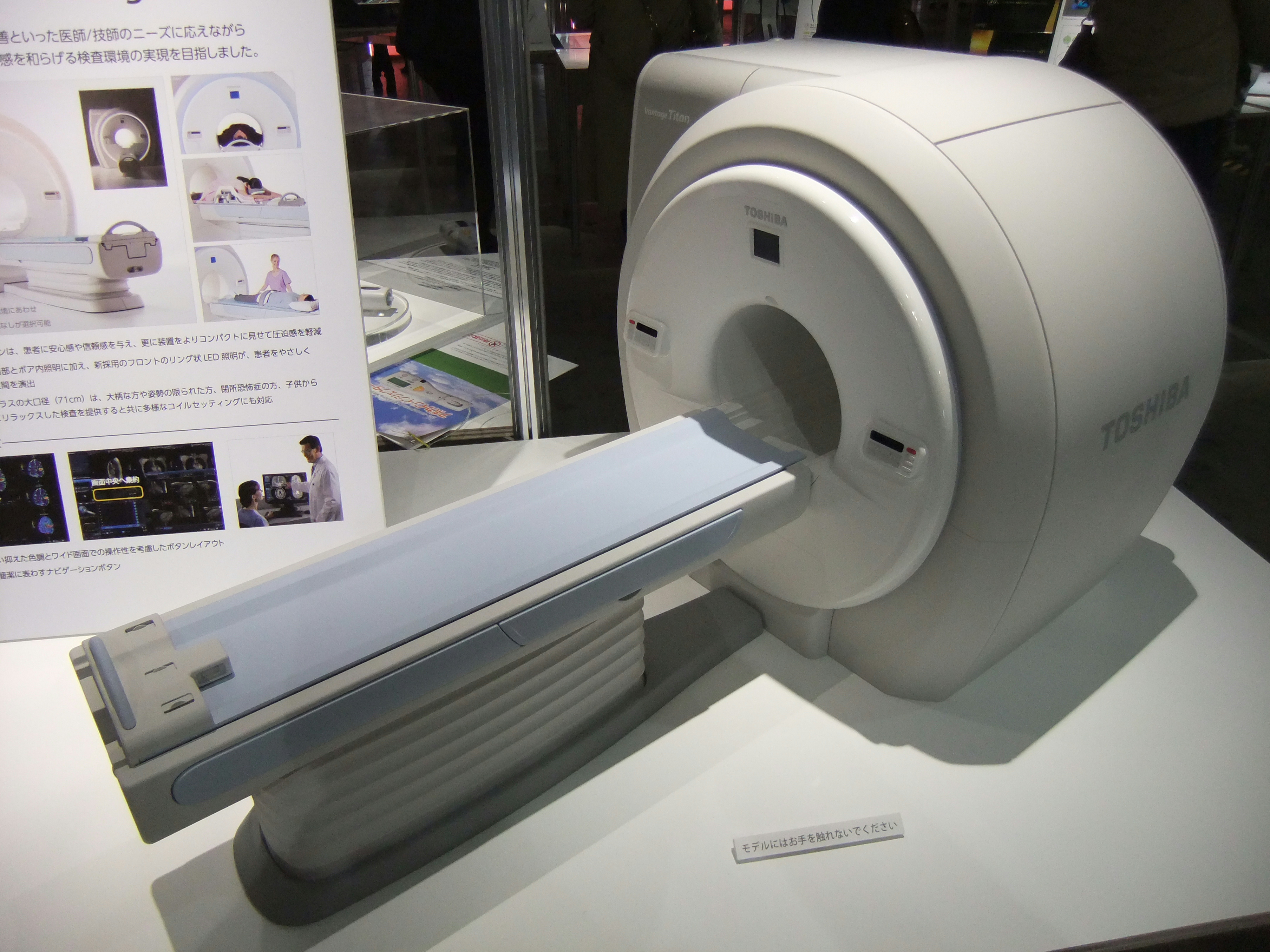
Toshiba сканер Titan MRT-2004 MRI
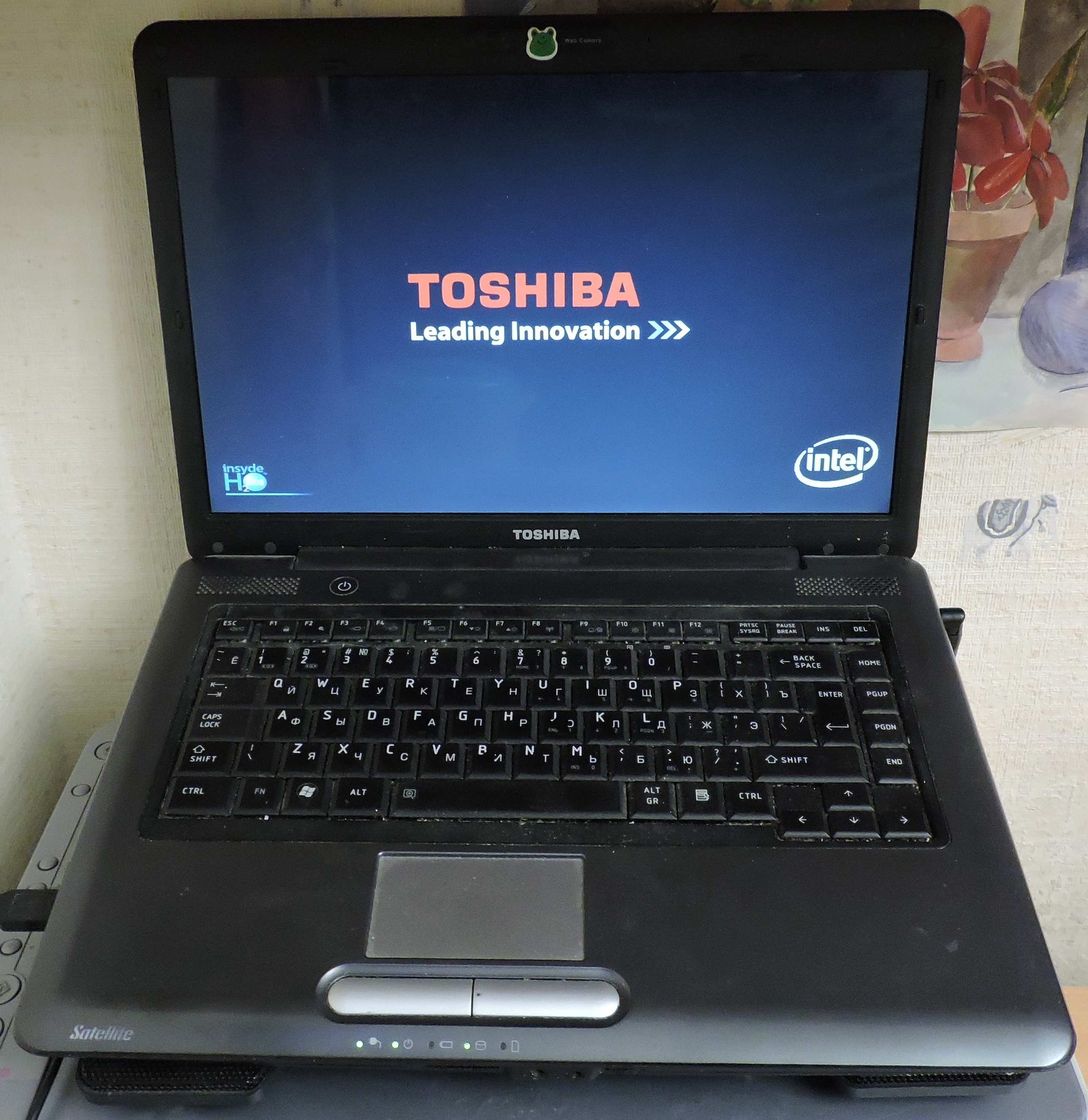
Ноутбук Toshiba Satellite A300